# Società Ginnastica Triestina 2014-2015 (pallacanestro femminile)
Questa voce raccoglie le informazioni riguardanti la Società Ginnastica Triestina nelle competizioni ufficiali della stagione 2014-2015.

## Stagione
La Calligaris Triestina disputa la stagione 2014-2015 in Serie A1 femminile: è assente dalla massima serie dal 1991.
La squadra giuliana arriva al tredicesimo ed ultimo posto (se si esclude il Virtus Basket Spezia, estromesso dalla competizione) e retrocede in Serie A2 senza disputare i play-out, poiché la distanza con la squadra che la precede è maggiore di sei punti.

## Verdetti stagionali
Competizioni nazionali
- Serie A1:

stagione regolare: 13º posto su 13 squadre (1-23);

## Rosa
| N° | Naz.                   | Ruolo | Sportivo          | Anno | Alt. |       |
| -- | ---------------------- | ----- | ----------------- | ---- | ---- | ----- |
| 5  | Italia (bandiera)      | G     | Annalisa Borroni  | 1983 | 183  |       |
| 5  | Italia (bandiera)      | GA    | Giovanna Pertile  | 1992 | 177  | [ 1 ] |
| 7  | Italia (bandiera)      | AC    | Giuditta Nicolodi | 1995 | 181  |       |
| 8  | Italia (bandiera)      | P     | Giulia Zecchin    | 1997 | 177  |       |
| 9  | Italia (bandiera)      | PG    | Stefania Trimboli | 1996 | 178  | [ 2 ] |
| 10 | Ungheria (bandiera)    | A     | Anna Vida         | 1985 | 185  |       |
| 11 | Stati Uniti (bandiera) | PG    | Donica Cosby      | 1988 | 174  |       |
| 12 | Italia (bandiera)      | A     | Maria Miccoli     | 1995 | 182  |       |
| 18 | Italia (bandiera)      | C     | Caterina Bianco   | 1991 | 187  |       |
| 21 | Italia (bandiera)      | P     | Alessia Cerigioni | 1992 | 176  |       |
| 23 | Italia (bandiera)      | A     | Costanza Miccoli  | 1995 | 182  |       |
| 24 | Italia (bandiera)      | GA    | Giulia Gombac     | 1994 | 180  |       |
| 32 | Italia (bandiera)      | PG    | Isabel Romano     | 1996 | 173  |       |
| 51 | Stati Uniti (bandiera) | C     | Katherine Harry   | 1991 | 190  |       |
| 51 | Stati Uniti (bandiera) | C     | Akila McDonald    | 1991 | 193  | [ 3 ] |
| 52 | Italia (bandiera)      | A     | Giorgia Silli     | 1997 | 181  |       |
| 53 | Italia (bandiera)      | A     | Veronica Samez    | 1996 | 180  |       |